# Порічанська сільська рада (Веселинівський район)
Поріча́нська сільська́ ра́да — колишній орган місцевого самоврядування в Веселинівському районі Миколаївської області. Адміністративний центр — село Поріччя.

## Загальні відомості
- Територія ради: 3,269 км²
- Населення ради: 1 292 особи (станом на 2001 рік)
- Територією ради протікає річка Чичиклея.

## Населені пункти
Сільській раді підпорядковані населені пункти:
- с. Поріччя
- с. Градівка

## Склад ради
Рада складається з 16 депутатів та голови.
- Голова ради: Харламова Любов Миколаївна
- Секретар ради: Кубаренко Олена Володимирівна

### Керівний склад попередніх скликань
| ПІБ                          | Основні відомості                                                                                         | Дата обрання | Дата звільнення |
| ---------------------------- | --- | ------------ | --------------- |
| Підлипний Микола Миколайович | Сільський голова, 1965 року народження, член Народної партії                                              | 26.03.2006   | 31.10.2010      |
| Харламова Любов Миколаївна   | Сільський голова, 1966 року народження, освіта середня спеціальна, Всеукраїнське об'єднання «Батьківщина» | 31.10.2010   |                 |

Примітка: таблиця складена за даними сайту Верховної Ради України